# Трайко Дурчовски
Трайко Дурчовски (на македонска литературна норма: Трајко Дурчовски) е художник и поет от Северна Македония.

## Биография
Дурчовски е роден в 1943 година в Гърция в село Църна река, Гумендженско, на гръцки Карпи. По време на Гражданската война в Гърция, в която загива баща му, е изведен от страната в групата на децата бежанци в 1948 година. Установява се във Войводина с майка си и братята и сестрите си. По-късно семейството е разделено и Дурчовски е прехвърлен в Чехословакия, като живее в детски домове в Димокури, Шилхежовице и Нове Хради. След завършване на образованието си работи в Тжинец, където се жени и се събира и в 1962 година се събира и със семейството си. В 1974 се мести в Социалистическа Република Македония, като живее в Дебър, а от януари 1988 година в Охрид.
Дурчовски е автор на две стихосбирки – „Дружба со ветерот“ и „Мајчина душичка“. Автор е на художествени творби от желязо.

## Книги
- Дружба со ветерот (1998)
- Мајчина душичка (2003)
- Железен сон (2008)

## Изложби
- 3 септември 2003 година в Охрид
- 24 май 2003 година в Битоля
- 14 август 2003 година в Охрид
- 10 август 2004 година в Охрид
- 18 септември 2004 година в Елшани
- 6 февруари 2005 година в Охрид
- 4 февруари 2006 година в Охрид
- 3 юни 2006 година в Щип
- 25 октомври 2008 година в Охрид